# 西維爾角之役
西維爾角之役（英語：Battle of Sewell's Point）於1861年5月18至19日發生在美國維吉尼亞州切薩皮克灣的西維爾角，是北軍開始封鎖南方海岸的第一場小戰役。北軍軍官為布雷恩，南軍則有華德·葛溫。

## 戰事
北軍的兩砲艦包括USS Monticello企圖在西維爾角進行封鎖，以打擊南方的經濟，但岸上的駐防要塞反擊，最後北軍戰艦撤退。戰役中南北軍有共10人傷亡。

## 戰事結束
這戰役對雙方的影響極少，而北軍亦會繼續封鎖南方海岸。